# Quartier du Petit-Montrouge

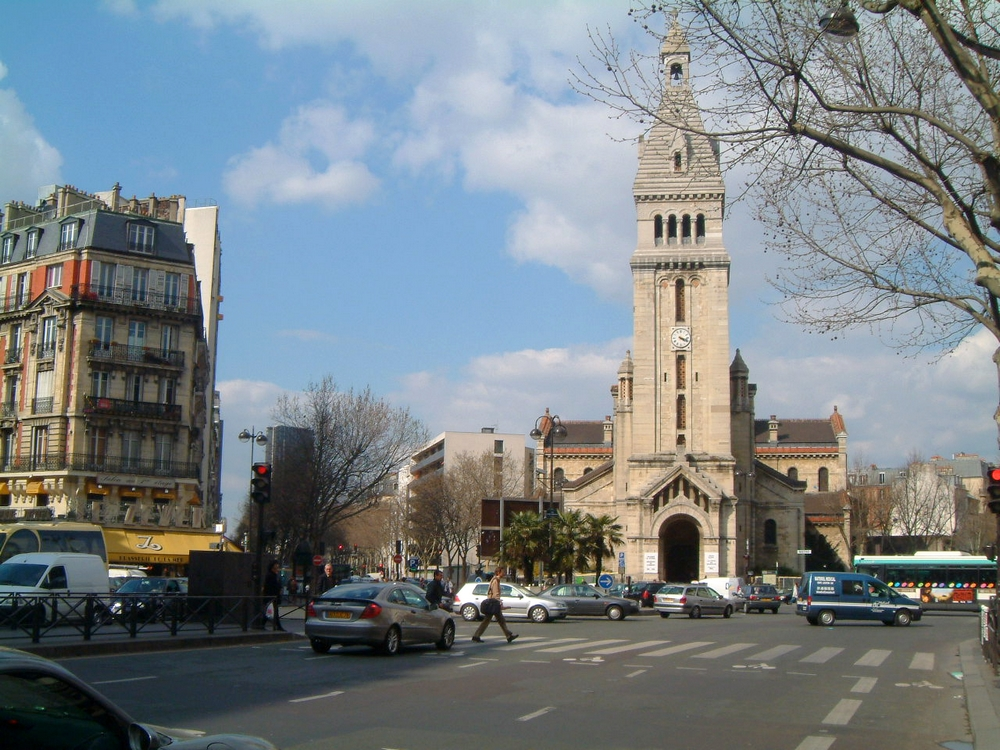
Centrum čtvrti s kostelem Saint-Pierre-de-Montrouge

Quartier du Petit-Montrouge (čtvrť Malý Montrouge) je 55. administrativní čtvrť v Paříži, která je součástí 14. městského obvodu. Má rozlohu 134,6 ha a ohraničují ji ulice Boulevard périphérique na jihu, Avenue de la Porte-de-Châtillon, Rue des Plantes a Rue Gassendi na západě, Rue Daguerre, Place Denfert-Rochereau a Boulevard Saint-Jacques na severu a Rue de la Tombe-Issoire na východě.

## Název
Čtvrť byla pojmenována podle obce Montrouge, která do těchto míst zasahovala do roku 1860. Tehdy byla její menší část uvnitř městských hradeb připojena k Paříži a zbývající větší část zůstala jako samostatné město Montrouge, které tvoří předměstí Paříže. Odtud označení Petit-Montrouge neboli Malý Montrouge). Čtvrť je také známá jako čtvrť Alésia podle ulice Alésia, která jí prochází, a stanice metra Alésia.

## Historie
Střed čtvrti tvoří křižovatka Alésia, kde se křížily dvě staré cesty, které vedly do Chartres a do Orléans. Síť ostatních více či méně navzájem kolmých ulic odráží pozdní urbanizaci. Ta nastala po roce 1840, kdy se zde začalo ve velkém stavět na volných pozemcích. Zastoupena je architektura období Druhého císařství, na jihu čtvrtě, převážně v pásmu bývalého opevnění, jsou stavby ze 30. let 20. století a nacházejí se zde i stavby poválečné. Jedním z rysů čtvrti je výrazné zastoupení individuálního bydlení, které tvoří domky a vily se zahradami. Velké kancelářské nebo obytné komplexy se zde téměř nevyskytují, s výjimkou nejjižnější části sousedící s městem Montrouge.
Ve východní části čtvrtě byl uskutečněn pilotní projekt „zelená čtvrť“ (quartier vert), při kterém došlo k omezení automobilové dopravy a posílení veřejné dopravy a dále ke zvýšení veřejných zelených ploch. Tento experiment byl později aplikován i v dalších částech hlavního města (např. rozdělení uživatelů automobilů na rezidenty, automobilisty a obchodníky).
Až do 60. let 20. století tvořili obyvatelstvo čtvrtě převážně dělníci, zaměstnanci, obchodníci a příslušníci střední třídy. V současnosti se stává vyhledávanou rezidenční čtvrtí pro množství obchodů, zeleně a původní architekturu.

## Vývoj počtu obyvatel
| Rok sčítání | Počet obyvatel | Hustota zalidnění (ob./km²) |
| ----------- | -------------- | --------------------------- |
| 1954        | 49 809         | 37 005                      |
| 1962        | 49 813         | 37 008                      |
| 1968        | 46 565         | 34 595                      |
| 1975        | 42 380         | 31 486                      |
| 1982        | 38 960         | 28 945                      |
| 1990        | 37 540         | 27 890                      |
| 1999        | 37 230         | 27 660                      |